# Idaea lipara
Idaea lipara är en fjärilsart som beskrevs av Louis Beethoven Prout 1917. Idaea lipara ingår i släktet Idaea och familjen mätare. Inga underarter finns listade i Catalogue of Life.